# Peter Lynds
Peter Lynds (n. el 17 de mayo de 1975) es un físico neozelandés que logró suscitar gran atención entre los medios de comunicación científicos, en 2003, con la publicación de un artículo de física sobre el tiempo, la mecánica y las paradojas de Zenón.
Es de destacar que Lynds asistió a la universidad durante solo seis meses. Presentó un artículo titulado "Time and Classical and Quantum Mechanics: Indeterminacy vs. Discontinuity" ("El tiempo y la mecánica clásica y cuántica: indeterminación vs. discontinuidad")  a la revista Foundations of Physics Letters. Entre otras cosas, el artículo propone una solución a las paradojas de Zenón sobre la base de que los instantes, las magnitudes instantáneas, las posiciones determinadas y el tiempo mismo, en realidad carecen de existencia real.
Lynds saltó a la fama repentina cuando este trabajo fue publicado y apareció un comunicado de prensa comentándolo, en el sitio de noticias científicas Eurekalert.org, con fecha 31 de julio de 2003. Tanto el tema del artículo de Lynds como los argumentos por los que obtuvo la atención de los medios, han desatado una enorme polémica. Un artículo acerca de Lynds en The Guardian, de 14 de agosto de 2003, detalla en profundidad la controversia.
Desde la aparición de su primer artículo, Lynds ha realizado otros trabajos sobre la relación del tiempo con la conciencia, la percepción y otras funciones cerebrales. Su principal conclusión en esta área es que nuestra aparente concepción innata subjetiva de un momento presente en el tiempo, y el fenómeno de la conciencia, en realidad son una y la misma cosa.
Según un artículo de 2005 en la revista Wired, Lynds estaba trabajando en un libro.
Lynds ha presentado recientemente un nuevo modelo de cosmología en el cual el tiempo es cíclico y el universo se repite, exactamente, un número infinito de veces. Debido a que es exactamente el mismo ciclo el que se repite, sin embargo, también puede ser interpretado como que sucede solo una vez en relación con el tiempo. Lynds afirma que esto resuelve diversos temas espinosos de la cosmología.